# La chute est lente
La chute est lente è il singolo di debutto della cantante francese Alma, pubblicato il 10 giugno 2016 su etichetta discografica Warner Music France.

## Tracce
Download digitale
1. La chute est lente – 3:23